# 唐君远
唐君远（1901年—1992年），又名唐增源，江苏无锡人，中国工商业者、政治人物，上海市政协原副主席，第三、四、五、六届全国政协委员。唐炳源堂弟，唐翔千之父。